# Stolwijk
Stolwijk (51° 58′ N, 4° 46′ L) é uma cidade dos Países Baixos, na província de Holanda do Sul. Stolwijk pertence ao município de Krimpenerwaard, e está situada a 6 km sudeste de Gouda.
Em 2005, a cidade de Stolwijk tinha 4980 habitantes. A área urbana da cidade é de 0.80 km², e tem 1367 residências.
A área de Stolwijk, que também inclui as partes periféricas da cidade, bem como a zona rural circundante, tem uma população estimada em 3660 habitantes.